# Чарлз Франсис Рихтер
Чарлз Франсис Рихтер (на английски: Charles Francis Richter) е американски сеизмолог и физик. През 1935 г. заедно с Бено Гутенберг от Калифорнийския университет създава магнитудната скала.
През 1942 г., отново в сътрудничество с Гутенберг, доказва количествената връзка между магнитуд, енергия и интензивност на земетресенията. Районира земетръсните огнища по Земята.
Рихтер е най-известен като създател на Магнитудната скала на Рихтер, развита до моментната магнитудна скала през 1979 г. Вдъхновен от публикацията за плитките и дълбоките земетресения на Кийо Уадати от 1928 г., Рихтер първи използва скалата през 1935 г., след развитието и със сътрудничеството на Бено Гутенберг. Двамата работели заедно в Калифорнийския институт за технологии в Калифорния, САЩ.

## Биография
Рихтер е роден в щата Охайо, но се мести в Лос Анджелис като дете. Учи в Станфордския университет и се дипломира през 1920 г. През 1928 г. започва работа по своя докторат по теоретична физика в Калифорнийския технологичен институт (Caltech), но преди да го свърши, му е предложена позиция в Карнеги институт, Вашингтон.
Очарован е от сеизмологията (изследване на земетресения и вълни, които се произвеждат в Земята). Работи в най-новата Сеизмологична лаборатория в Пасадена под ръководството на Бено Гутенберг. През 1932 г. Рихтер и Гутенберг разработват стандартна скала за измерване на относителните размери на земетресението, наречена Скала на Рихтер. През 1937 г. се връща към Caltech, където прекарва останалата част от кариерата си, впоследствие става професор по сеизмология през 1952 г.
Знаел е 7 езика, включително руски.
Има син на име Джо Магнус – трудно дете, изпратено в дом за грижи на 13-годишна възраст.